# Gamones (Asturias)
Gamones es un lugar español de la parroquia de Trevías, perteneciente al concejo de Valdés, en Asturias.

## Historia
Hacia mediados del siglo XIX, Gamones era referido como un lugar ya por entonces perteneciente a la parroquia de Trevías del municipio de Valdés. Aparece descrito en el octavo volumen del Diccionario geográfico-estadístico-histórico de España y sus posesiones de Ultramar de Pascual Madoz con las siguientes palabras:

GAMONES: l. en la prov. de Oviedo, ayunt. de Valdés y felig. de San Miguel de Trevias. (V.)
(Madoz, 1847, p. 288)

En 2024, la entidad singular de población de Gamones, encuadrada dentro de la entidad colectiva de Trevías, tenía empadronados 103 habitantes, todos ellos en el núcleo de población de ese nombre.